# Telebasis garleppi
Telebasis garleppi är en trollsländeart som beskrevs av Friedrich Ris 1918. Telebasis garleppi ingår i släktet Telebasis och familjen dammflicksländor. IUCN kategoriserar arten globalt som livskraftig. Inga underarter finns listade i Catalogue of Life.